# إنغي دويتشكرون
إنغي دويتشكرون (بالألمانية: Inge Deutschkron) (23 أغسطس 1922-9 مارس 2022) صحفية وكاتبة ألمانية وإسرائيلية. اشتهرت بكتبها حول الهولوكوست، وأشهرها كتاب «ارتديت النجمة الصفراء». 

## حياتها
عاشت في طفولتها ومراهقتها فترة النظام النازي، في برلين عاملة في مصنع، ثم مختبئة مع والدتها.
بعد الحرب العالمية الثانية، عاشت في عدة بلدان، واحترفت الصحافة. وفي عام 1968، عملت كمراسلة لصحيفة معاريف الإسرائيلية.
وبسبب تغطيتها الصحفية لمحاكمات فرانكفورت أوشفيتز في عام 1963، مُنحت الجنسية الإسرائيلية، وانتقلت للعيش في تل أبيب في عام 1972. وعملت كصحفية حتى عام 1988، وخاصة في الشئون الدولية وشئون الشرق الأوسط.
عاشت ككاتبة مستقلة في تل أبيب وبرلين، ونشطت في مجال إحياء ذكرى الهولوكوست، وخاصة الأبطال الصامتين الذين ساعدوا اليهود في ذلك الوقت. كتبت سيرتها الذاتية في كتاب بعنوان «ارتديت النجمة الصفراء» في عام 1978، وحولت إلى مسرحية على مسرح جريبس في برلين.

## جوائز
حصلت على العديد من الجوائز منها: جائزة موزيس مندلسون في عام 1994، وجائزة راحيل فارنهاغن فون إنزه في نفس العام. ورفضت عدة مرات جائزة وسام الاستحقاق من جمهورية ألمانيا الاتحادية، بحجة أن العديد من النازيين السابقين حصلوا عليها. لكن في عام 2002 حصلت على وسام الاستحاق من برلين، والذي يمنح للأشخاص الذين ساهموا بشكل بارز لصالح مدينة برلين". 
وفي عام 2008 حصلت على جائزة كارل فون أوسيتسكي لمساهمتها في التاريخ والسياسة المعاصرتين، واعترافا بأن «عملها طيلة حياتها هو علامة على الالتزام المستمر بالديمقراطية وحقوق الإنسان وضد جميع أشكال العنصرية».  كما حصلت على ميدالية لويز شرودر في عام 2008، وهي جائزة تمنح سنويًا في ذكرى لويز شرودر لأولئك الذين يقدمون «مساهمات بارزة بشكل خاص في الديمقراطية والسلام والعدالة الاجتماعية والمساواة». 
في عام 2018، حصلت على المواطنة الفخرية من مدينة برلين 

## كتبها
كتبت عددًا من الكتب باللغة الألمانية:
- ارتديت النجمة الصفراء - 1978 [12]
- إسرائيل والألمان: العلاقة الصعبة - 1983
- ثم دخلوا إلى الجحيم: أطفال في الغيتو والمعسكرات - 1985
- لبن بدون عسل: الحياة في إسرائيل - 1988
- ارتديت النجمة الصفراء - 1988
- حياتي بعد النجاة من الهولوكوست - 1992
- وظلوا في الظل: نصب تذكاري للأبطال الصامتين - 1996
- المهاجر: عن النجاة من الهولوكوست في لغات أجنبية - 2001
- بابا فايت: لقد تحدى النازيين - 2001
- إجابات مفتوحة - مقابلاتي مع جيل جديد - 2004
- الأسلاك الشائكة للمقاومة الألمانية - مقالات حول المقاومة (1933-1945) - 2007
- أوشفيتز كانت كلمة: تقارير حول محاكمات فرانكفورت أوشفيتز (1963-1965) - 2018

## روابط خارجية
- خطاب إنغي دويتشكرون أمام البرلمان الألماني